# Perdrix (film)
Cet article concerne le film de 2019. Pour l'oiseau, voir Perdrix.
 (novembre 2019).
Si vous disposez d'ouvrages ou d'articles de référence ou si vous connaissez des sites web de qualité traitant du thème abordé ici, merci de compléter l'article en donnant les références utiles à sa vérifiabilité et en les liant à la section « Notes et références ».
Pour plus de détails, voir Fiche technique et Distribution.
Perdrix est une comédie sentimentale française réalisée par Erwan Le Duc sortie en 2019.

## Synopsis
Pierre Perdrix est un capitaine de gendarmerie de trente-sept ans installé dans une existence routinière confortable bien qu’atypique. Célibataire, il partage la maison familiale avec sa mère Thérèse, animatrice d’une émission de radio de type « courrier du cœur », son frère Julien, biologiste géodrilologue (spécialiste des vers de terre), et sa nièce Marion, fille de Julien, une adolescente de douze ans. Le père est mort accidentellement depuis plus de vingt ans mais son souvenir est toujours vivace et entretenu. De passage, Juliette Webb, une jeune femme fantasque et fougueuse, fait irruption dans la vie de l'officier de gendarmerie et va la bouleverser. Sa voiture et tous les carnets qu’elle écrit depuis son enfance ont été volés par une bande de nudistes révolutionnaires qui prônent le renoncement au superflu et sèment le trouble dans la région en dépouillant les gens. Juliette et Pierre partent à la recherche de la voiture, chacun selon ses méthodes, alors qu'a lieu sur le secteur une reconstitution historique des batailles locales de la Seconde Guerre mondiale.

## Fiche technique
- Titre original : Perdrix
- Réalisation : Erwan Le Duc
- Assistants réalisateurs : Lucas Louberesse et Manon Garnier
- Scénario : Erwan Le Duc
- Décors : Astrid Tonnellier
- Costumes : Julie Miel
- Directeur de la photographie : Alexis Kavyrchine
- Montage : Julie Dupré, assistée d'Anaïs Berthier
- Musique : Julie Roué
- Son : Mathieu Descamps
- Producteurs : Stéphanie Bermann et Alexis Dulguerian
- Sociétés de production : Domino Films, avec la participation de Canal+ et de Ciné+
- SOFICA : Cinémage 13
- Société de distribution : Pyramide Distribution \ Ventes internationales : Playtime Distribution
- Pays d'origine :  France
- Langue originale : français
- Format : couleur
- Genre : Comédie
- Durée : 99 minutes
- Tournage : du 24 septembre au 31 octobre 2018 dans les Vosges
- Dates de sortie :
  - France : 19 mai 2019 (Cannes) ; 14 août 2019 (sortie nationale)

## Distribution
- Swann Arlaud : le capitaine de gendarmerie Pierre Perdrix
- Maud Wyler : Juliette Webb, la voyageuse
- Fanny Ardant : Thérèse Perdrix, l’animatrice de radio
- Nicolas Maury : Julien Perdrix, le biologiste
- Patience Munchenbach : Marion Perdrix, la fille de Julien
- Alexandre Steiger : le lieutenant de gendarmerie Michel Smicer
- Adama Niane : le lieutenant de gendarmerie Arsène Njo Léa
- Xavier Boulanger : Éric
- Atmen Kelif : Serge
- Louise Szpindel : l'institutrice
- Olivier Lambert : le guitariste du bar
- Sébastien Poirot : Sébastien, un chanteur
- Tobias Nuytten-Vialle : Joël
- Yan Tassin : Pascal, le jeune gendarme
- Nicolas Chupi : Xavier
- Baptiste Kerroué : Cédric
- Aristide Chef : le type du bar des Vosges
- Cécile Fisera : la jeune femme nudiste
- Bruno Dreyfürst

## Tournage
Perdrix a été tourné entièrement dans les Vosges, du 24 septembre au 31 octobre 2018, principalement à Plombières-les-Bains, mais aussi à Golbey, au Haut-du-Roc, au Champ de roches de Barbey-Seroux au Sud de Corcieux et à La Bresse au lac des Corbeaux,.

## Accueil

### Critiques
Le site Allociné recense une moyenne des critiques presse de 3,8/5. 
Pour Télérama, « un gendarme, une peste et une secte de naturistes révolutionnaires : voilà une comédie romantique qui renouvelle le genre. Rafraîchissant. ». Pour Le Parisien, Perdrix est « une histoire pleine de charme et de romantisme ».